# Silje Storstein
Silje Storstein (Oslo, 30 de marzo de 1984) es una actriz noruega.

## Biografía
Storstein es hija del actor y músico Are Storstein. En castellano, su nombre de pila Silje significa "musical" y su apellido Storstein "roquerío".
Su debut en el cine fue con un triple papel como Sofía Amundsen, Hilde Moller Knag y Olympe De Gouges en "El mundo de Sofía", el año 1999, destacando tanto su versatilidad como el verismo de su interpretación. Cabe señalar que para tal participación fue escogida de entre 4.000 quinceañeras noruegas que se presentaron a la audición. Desde entonces ha tenido varios papeles en el cine y la televisión. Ingresó a la Academia Estatal de Teatro el año 2005, graduándose el 2008. Silje ha interpretado roles en obras para Det Norske Teatret, Trøndelag Teater, el Nationaltheatret y otras compañías. En tiempos recientes, ha formado parte del elenco que presentó la renombrada obra “Woyzeck” (de Georg Büchner) para Det Norske Teatret (El teatro de Noruega), desde el 29 de agosto de 2014, hasta el mes de diciembre. En tal obra también exhibió su talento como cantante. En enero de 2015 se estrenó una película en la que Silje participa: "Homesick" (De nærmeste, en bokmål, el idioma Noruego), dirigida por la laureada directora Anne Sewitzky. Esta producción participó en la competencia del festival de Sundance 2015.
El 18 de marzo del 2016 se estrenó "Det som en gang var" (cuya traducción aproximada es " Lo que se ha liberado"), drama para la pantalla grande dirigido por Patrik Syversens, que co-estelariza junto a Marte Germaine Christensen. Posteriormente, el día 11 de junio de 2017 debutó "Demon Box", filme del género dramático en el que participa junto a Sigurd Myhre.
Para 2020 se esperaba el estreno de "El mayor crimen", una película sobre el holocausto judío en Noruega, donde interpreta a la hija mayor (Helene Braude) de una familia en peligro.

## Filmografía

### Teatro
| Año        | Obra                        | Personaje                  | Teatro                       |
| ---------- | --------------------------- | -------------------------- | ---------------------------- |
| 2008       | Før solnedgang              | Inken Peters               | Det Norske Teatret           |
| 2009       | Peter Pan                   | Wendy                      | Det Norske Teatret           |
| 2009       | Den store landevegen        | Møllerjenta/Clara m.m.     | Det Norske Teatret           |
| 2009       | Antigone                    | Ismene                     | Kunsthøgskolen i Oslo        |
| 2009       | En Folkefiende              | Petra                      | Trøndelag Teater             |
| 2010       | Romeo og Julie              | Julie                      | Trøndelag Teater             |
| 2010       | Reisen til Julestjernen     | Petrine                    | Nationaltheatret             |
| 2010       | Befri deg Selv              | Paula/Birgitta             | Scenekunstkollektivet Banken |
| 2011       | Vi har så korte armar       | Liv                        | Det Norske Teatret           |
| 2011       | Tida og rommet              | Sovekvinna                 | Det Norske Teatret           |
| 2011, 2012 | Gjøglaren                   | Giovanni som barn / Barnet | Det Norske Teatret           |
| 2012       | Evita                       | Baronessa                  | Det Norske Teatret           |
| 2012       | Bjørnen                     | Popova                     | Det Norske Teatret           |
| 2013       | Tvillingsjeler              | Gunvor Hofmo               | Riksteateret                 |
| 2014       | Woyzeck                     | Marie                      | Det Norske Teatret           |
| 2015       | Hold me like a mother would |                            | MDT                          |
| 2015       | Fruen fra havet/Lille Eyolf | Ellida Wangel              | Hålogaland Theatre           |
| 2016       | Vår!                        |                            | Trøndelag Teater             |

### Cine
| Año  | Película            | Rol                                                   |
| ---- | ------------------- | ----------------------------------------------------- |
| 1999 | El mundo de Sofía   | Sofie Amundsen / Hilde Møller Knag / Olympe de Gouges |
| 2004 | Ikke naken          | Fr. Christennsen                                      |
| 2007 | Mars & Venus        | Eriks dame 2                                          |
| 2009 | Upperdog            | Jente i butik                                         |
| 2015 | Homesick            | Amiga de la protagonista                              |
| 2016 | Det Som en gang var | Protagonista                                          |
| 2017 | Demon Box           | Protagonista                                          |

### Televisión
| Año  | Programa                             | Rol                              |
| ---- | ------------------------------------ | -------------------------------- |
| 1990 | Krystallandet                        | Breve aparición                  |
| 1999 | Bak Sofies verden (Documental corto) | Ella misma y además, camarógrafa |
| 2001 | Fox Grønland (Serie)                 | Susanne                          |